# Carjackers - Ladri ad alta velocità
Carjackers - Ladri ad alta velocità è un film del 2025 diretto da Kamel Guemra.

## Trama
Nora, Zoé, Steve e Prestance sono ragazzi di vent'anni che lavorano come camerieri, hostess, addetti ai bagagli e baristi in un hotel di lusso. Nel mentre cercano di conoscere e studiare i loro clienti per poterli derubare.

## Distribuzione
Il film è stato distribuito sulla piattaforma Amazon Prime Video a partire dal 28 marzo 2025.